# خوتچا دولنا
خوتچا دولنا (به لهستانی:  Chotcza Dolna) یک روستا در لهستان است که در گمینا خوتچا واقع شده‌است.